# Caryospora zacapensis
Caryospora zacapensis – gatunek pasożytniczych pierwotniaków należący do rodziny Eimeriidae z podtypu Apicomplexa, które kiedyś były klasyfikowane jako protista. Występuje jako pasożyt węży. C. zacapensis cechuje się oocystą zawierającą jedną sporocystę. Z kolei każda sporocysta zawiera 8 sporozoitów.
Obecność tego pasożyta stwierdzono u Masticophis mentovarius należącego do rodziny połozowatych (Colubridae).
Występuje na terenie Ameryki Środkowej.

## Sporulowana oocysta
Jest kształtu sferoidalnego, posiada 2 ściany o łącznej grubości 1,7 μm, osłonka zewnętrzna barwy żółto-brązowej i stanowi od 1/2 do 3/4 łącznej grubości osłonek. Osłonka wewnętrzna barwy ciemnej. Oocysta posiada następujące rozmiary: długość 19 – 25 μm, szerokość 18 – 25 μm. Brak mikropyli oraz wieczka biegunowego. Występuje ciałko biegunowe, które u tego gatunku jest duże i zwykle przylega do wewnętrznej strony otoczki wewnętrznej.

## Sporulowana sporocysta i sporozoity
Sporocysty kształtu owoidalnego o długości 11 – 16 μm, szerokości 10 – 13 μm. Występuje ciałko Stieda oraz substieda body (SBB) i parastieda body (PSB). Występuje ciałko resztkowe sporocysty w postaci centralnie umieszczonej, skupionej masy z występującymi obok paroma małymi ziarnistościami. Sporozoity w kształcie kiełbasek, ułożonych wokół ciałka resztkowego sporocysty, jądra nie obserwowane.